# ㆀ
ㆀは、ハングルを構成する子音字母のひとつ。現在は使用されない古いハングル字母であり、ㅇを重ねて作られている。呼称はサンイウン（쌍이응）。世祖以後（15世紀中葉）には正書法の変化により使用されなくなった。

## 音韻
訓民正音初声体系の字母には入れられておらず、朝鮮語固有語にのみ用いられた。この字母が現れる条件は限られており、下降二重母音をもつ動詞の語幹の後に「ᅇᅵ」あるいはその活用「ᅇᅧ」の形でつき、受身動詞語幹・使役動詞語幹を表した。その音価は下降二重母音の後に現れた緊張した狭い[i]を表したものと考えられている。『訓民正音解例』合字解の例には「괴여」は「愛する」を意味するが、「괴ᅇᅧ」は「愛される」を意味するとある。

## 字形
喉音不清不濁字のㅇが重ねられて作られている。この字母は『訓民正音解例』制字解には説明がなく、合字解に各自並書（同じ字母を二つ並書すること）の例の一つとして挙げられている。制字解には全清字を各自並書すると全濁となるとあるが、この字母はそれに該当しない。このため他の各自並書の字母と異なり、漢字音表記には用いられなかった。

## 文字コード
| 名称                       | 種類   | コード | HTML実体参照コード | 表示 |
| HANGUL LETTER SSANGIEUNG   | 単体字 | U+3180 | &#12672;           | ㆀ   |
| HANGUL CHOSEONG SSANGIEUNG | 初声用 | U+1147 | &#4423;            | ᅇ   |